# 基瑟山
66°56′S 52°23′E / 66.933°S 52.383°E
基瑟山是南極洲的山峰，位於恩德比地，屬於圖拉山脈的一部分，處於里德山以東6公里，該山峰在1957年被澳大利亞探險隊發現，以莫森站的無線電報員命名。